# Tommy Atkins in the Park
Tommy Atkins in the Park er en britisk stumfilm fra 1898 af Robert W. Paul.